# Coupe des clubs champions africains 1984
Navigation
Édition précédente Édition suivante
La Coupe des clubs champions africains 1984 est la 20e édition de la Coupe des clubs champions africains. Le club vainqueur de la compétition est désigné champion d'Afrique des clubs 1984. Trente-neuf équipes prennent part à la compétition.
C'est le club égyptien du Zamalek SC qui remporte le titre en s'imposant en finale contre les Nigérians du Shooting Stars SC. Les deux clubs participent là à la première finale continentale de leur histoire.

## Résultats

### Tour préliminaire
| Équipe 1            | Résultat | Équipe 2                      | Aller | Retour |
| ------------------- | -------- | ----------------------------- | ----- | ------ |
| Real Republicans FC | 1 - 0    | Invincible Eleven             | 1 - 0 | 0 - 0  |
| Atlético Malabo     | 3 - 6    | EC Primeiro de Maio           | 2 - 0 | 1 - 6  |
| Real de Banjul FC   | 0 - 2    | SC Bissau                     | 0 - 0 | 0 - 2  |
| Desportivo Maputo   | 2 - 1    | Manzini Wanderers             | 1 - 1 | 1 - 0  |
| Township Rollers    | 1 - 3    | Lesotho Paramilitary Force FC | 0 - 2 | 1 - 1  |
| US Ouagadougou      | 1 - 5    | Dragons de l'Ouémé            | 0 - 2 | 1 - 3  |
| SC Kiyovu Sport     | -        | ADMARC Tigers forfait         | -     | -      |

### Premier tour
| Équipe 1               | Résultat | Équipe 2                      | Aller | Retour |
| ---------------------- | -------- | ----------------------------- | ----- | ------ |
| FC 105 Libreville      | 8 - 2    | ASDR Fatima                   | 3 - 1 | 5 - 1  |
| Africa Sports          | 4 - 5    | AC Semassi                    | 2 - 1 | 2 - 4  |
| Al Hilal               | 1 - 2    | Printing Agency               | 1 - 1 | 0 - 1  |
| Al Madina              | 1 - 2    | MAS de Fès                    | 0 - 0 | 1 - 2  |
| Asante Kotoko SCT      | 2 - 3    | EC Primeiro de Maio           | 1 - 1 | 1 - 2  |
| AS Real Bamako         | 2 - 4    | Dragons de l'Ouémé            | 2 - 2 | 0 - 2  |
| Kampala City Council   | 9 - 3    | Desportivo Maputo             | 6 - 1 | 3 - 2  |
| Nkana Red Devils       | 6 - 0    | Lesotho Paramilitary Force FC | 5 - 0 | 1 - 0  |
| SM Sanga Balende       | 6 - 2    | SC Kiyovu Sport               | 2 - 1 | 4 - 1  |
| Shooting Stars SC      | 2 - 1    | SEIB Diourbel                 | 2 - 0 | 0 - 1  |
| Zamalek SC             | 4 - 1    | CS sfaxien                    | 3 - 0 | 1 - 1  |
| JE Tizi-Ouzou          | 3 - 1    | Real Republicans FC           | 1 - 0 | 2 - 1  |
| SC Bissau              | -        | Hafia FC forfait              | -     | -      |
| forfait HTMF Mahajanga | -        | Dynamos FC                    | 0 - 3 | -      |
| Vital’O FC             | 1 - 3    | Tonnerre Yaoundé              | 1 - 0 | 0 - 3  |
| Young Africans FC      | 1 - 2    | Gor Mahia FC                  | 1 - 1 | 0 - 1  |

### Deuxième tour
| Équipe 1             | Résultat | Équipe 2           | Aller | Retour | Tab   |
| -------------------- | -------- | ------------------ | ----- | ------ | ----- |
| EC Primeiro de Maio  | 2 - 2    | AC Semassi         | 2 - 0 | 0 - 2  | 3 - 4 |
| Printing Agency      | 2 - 4    | Nkana Red Devils   | 2 - 1 | 0 - 3  | -     |
| MAS de Fès           | 3 - 1    | Dragons de l'Ouémé | 3 - 0 | 0 - 1  | -     |
| Kampala City Council | 1 - 2    | Dynamos FC         | 0 - 0 | 1 - 2  | -     |
| SM Sanga Balende     | -        | FC 105 Libreville  | 2 - 0 | -      | -     |
| Zamalek SC           | -        | Gor Mahia FC       | -     | -      | -     |
| JE Tizi-Ouzou        | -        | SC Bissau forfait  | -     | -      | -     |
| Shooting Stars SC    | 4 - 4    | Tonnerre Yaoundé   | 4 - 0 | 0 - 4  | 5 - 4 |

### Quarts de finale
| Équipe 1         | Résultat | Équipe 2                      | Aller | Retour | Tab   |
| ---------------- | -------- | ----------------------------- | ----- | ------ | ----- |
| MAS de Fès       | 2 - 5    | Shooting Stars SC             | 1 - 1 | 1 - 4  | -     |
| Dynamos FC       | 2 - 2    | JE Tizi-Ouzou                 | 2 - 0 | 0 - 2  | 2 - 3 |
| AC Semassi       | -        | FC 105 Libreville disqualifié | -     | -      | -     |
| Nkana Red Devils | 2 - 6    | Zamalek SC                    | 1 - 1 | 1 - 5  | -     |

### Demi-finales
| Équipe 1          | Résultat | Équipe 2   | Aller | Retour |
| ----------------- | -------- | ---------- | ----- | ------ |
| Shooting Stars SC | 6 - 3    | AC Semassi | 5 - 1 | 1 - 2  |
| JE Tizi-Ouzou     | 3 - 4    | Zamalek SC | 3 - 1 | 0 - 3  |

### Finale
| Aller            | Zamalek SC                 | 2 - 0 | Shooting Stars SC | Stade international, Le Caire |  |
| 23 novembre 1984 | Abdel Hamid 15e 70e (pen.) |       |                   |                               |  |

| Retour          | Shooting Stars SC | 0 - 1 | Zamalek SC      | Surulere Stadium, Lagos |  |
| 8 décembre 1984 |                   |       | Obeng 56e (csc) |                         |  |

| Coupe des clubs champions africains Vainqueur 1984 |
| -------------------------------------------------- |
| Zamalek SC Premier titre                           |